# Jaapiella spungisi
Jaapiella spungisi är en tvåvingeart som beskrevs av Fedotova 1993. Jaapiella spungisi ingår i släktet Jaapiella och familjen gallmyggor.
Artens utbredningsområde är Kazakstan. Inga underarter finns listade i Catalogue of Life.